# 진주 가좌주공아파트 방화 살인 사건
진주 가좌주공아파트 방화 살인 사건은 2019년 4월 17일 오전 4시 25분경 안인득(당시 42세)이 경상남도 진주시 아파트 자신의 집 4층에 불을 지르고 계단으로 대피하는 주민들에게 흉기를 휘둘러 5명을 살해한 사건이다.

## 배경
피의자 안인득은 2015년부터 경상남도 진주시 아파트에 거주했다. 하지만 이웃 간의 불화가 잦았던 터라, 이로 인해 2019년에만 경찰 출동이 7번이나 일어났다고 한다. 7건의 경찰 출동 중 5건은 그가 거주하는 아파트에서 일어났고, 나머지 2건은 안인득이 다니던 회사에서 일어났다고 한다. 사건이 일어난 아파트에 거주하고 있던 18살 여고생이 안인득에게 위협을 느꼈다고 하며, 이 여학생의 집에 침입하려는 모습이 CCTV에 포착되었다. 그리고 해당 여학생 집 앞뿐만 아니라 엘리베이터까지 오물을 뿌렸다고 하고, 해당 아파트 이웃과 관리사무소 직원들까지 다툼이 잦았다고 한다. 결국 해당 여학생은 2019년 4월 17일 안인득이 가지고 있던 흉기에 찔려 사망했다. 경찰 조사 결과, 안인득은 2015년 조현병 증세로 치료 받은 것으로 확인되었다.

## 사건
2019년 4월 17일 오전 4시 25분경 피의자 안인득은 자신의 집에서 휘발유를 뿌리자마자 방화를 저지른 후, 2층 계단으로 내려가 주민들이 대피하기만을 기다렸고, 화재에서 대피하는 아파트 주민들이 이용할 대피로를 정확히 점거하여 주민들에게 흉기를 휘둘렀다. 이 과정에서 5명이 숨졌고, 6명은 중·경상을 입었다. 9명은 화재 연기를 마셔 병원 치료를 받았다.

## 수사
2019년 4월 17일 오전 4시 35분 경, 현장에 경찰이 도착한 후 피의자 안인득은 대치 끝에 현장에서 검거되었다. 검거 직후 안인득은 혐의 대부분을 시인했으나, 범행 동기에 대해서는 임금체불 때문에 저질렀다고 횡설수설 하는 등 진술을 거부했다.
2019년 4월 18일 진주경찰서는 안인득이 범행에 쓴 길이 34cm·24cm 등 흉기 2자루를 범행 2∼3개월 전 미리 구입한 점, 사건 당일 원한을 갚는다는 생각으로 휘발유를 구입한 점 등을 근거로 범행을 미리 계획했을 가능성이 큰 것으로 보고 있다고 밝혔다. 경찰은 아파트 1층 출입구 등의 CCTV 분석을 통해 안인득이 범행 당일 오전 0시 50분경 흰색 통을 들고 밖으로 나갔다가 인근 셀프 주유소에서 휘발유를 구입해 1시간 뒤 통을 들고 귀가하는 모습을 확인했다. 경찰 조사·면담 과정에서 안인득은 사회적으로 불이익을 당해 범행을 저질렀다며, "누군가가 아파트를 불법 개조해 CCTV를 설치했다. 주거지에 벌레와 쓰레기를 던졌다. 모두가 한통속으로 시비를 걸어왔다"고 진술함에 따라 경찰은 안인득이 지속적 피해망상으로 분노가 커진 상태에서 범행한 것으로도 분석했다.

## 공판
2019년 7월 5일 범인 안인득은 기소되었다. 원래 7월 23일에 첫 공판이 있을 예정이었으나, 안인득이 아직도 자신은 억울하다며 국민참여재판을 신청해 9월경으로 공판이 미뤄졌다.
2019년 11월 27일 범인 안인득에게 결국 사형이 선고되었다.
2020년 6월 24일 부산고등법원은 항소심에서 피고인의 심신미약을 인정하여 무기징역으로 감형하였으며, 이 판결은 동년 10월 28일 대한민국 대법원에서 무변론 상고기각 판결을 내림으로써 그대로 확정되었다.

## 피해자
- 사망자 : 5명 (금모(12세 여성), 최모(18세 여성), 이모(56세 여성), 김모(64세 여성), 황모(74세 남성))
- 부상자 : 17명 (정모(29세 남성), 조모(31세 여성) 차모(41세 여성), 강모(53세 여성), 김모(72세 여성) 등)
- 그후 부상입어가며 헌신한 아파트 경비인력 퇴사조치

## 같이 보기
- 아키하바라 살인 사건
- 교토 애니메이션 방화 사건
- 서울 강서구 PC방 살인 사건